# Distrito de Sangli
Sangli (en maratí; सांगली जिल्हा ) es un distrito de India, parte de la división de Pune en el estado de Maharastra . 
Comprende una superficie de 8 578 km².
El centro administrativo es la ciudad de Sangli.

## Demografía
Según censo 2011 contaba con una población total de 2 820 575 habitantes.